# 163
Glej tudi: število 163
163 (CLXIII) je bilo navadno leto, ki se je po julijanskem koledarju začelo na petek.

## Dogodki
- 1. januar